# オセア・ヴァカタレサウ
オセア・ヴァカタレサウ（Osea Vakatalesau、1986年1月15日 - ）は、フィジー出身のサッカー選手。ポジションはフォワード。

## 経歴
2010 FIFAワールドカップ・オセアニア予選1次予選を兼ねたサウスパシフィックゲームズ2007では、ツバル戦の1試合6得点を含む計10得点を挙げ得点王に輝いた。
2010年、パプアニューギニアのヘカリ・ユナイテッドFCのメンバーとしてFIFAクラブワールドカップに出場した。

## 所属クラブ
- 2004年-2005年　 ラウトカFC
- 2006年-2007年　 バFC
- 2007年-2008年　 ヤングハート・マナワツ
- 2008年-2009年　 バFC
- 2009年-2010年　 ラウトカFC
- 2010年-2011年　 ヘカリ・ユナイテッドFC
- 2011年-2014年　 バFC
- 2014年-2015年　 アミカレFC
- 2016年　 バFC
- 2017年-　 ラウトカFC